# HSBC Centre
L'HSBC Centre, anche noto come il 580 George Street, è un grattacielo di Sydney in Australia.

## Storia
I lavori di costruzione dell'edificio, progettato dallo studio di architettura Rice Daubney, sono iniziati nel 1986 sono stati ultimati nel 1988.

## Descrizione
L'edificio sorge nel CBD di Sydney e presenta un'altezza di 162 metri. L'estetica del grattacielo è ispirata all'Art déco.